# National Film Award

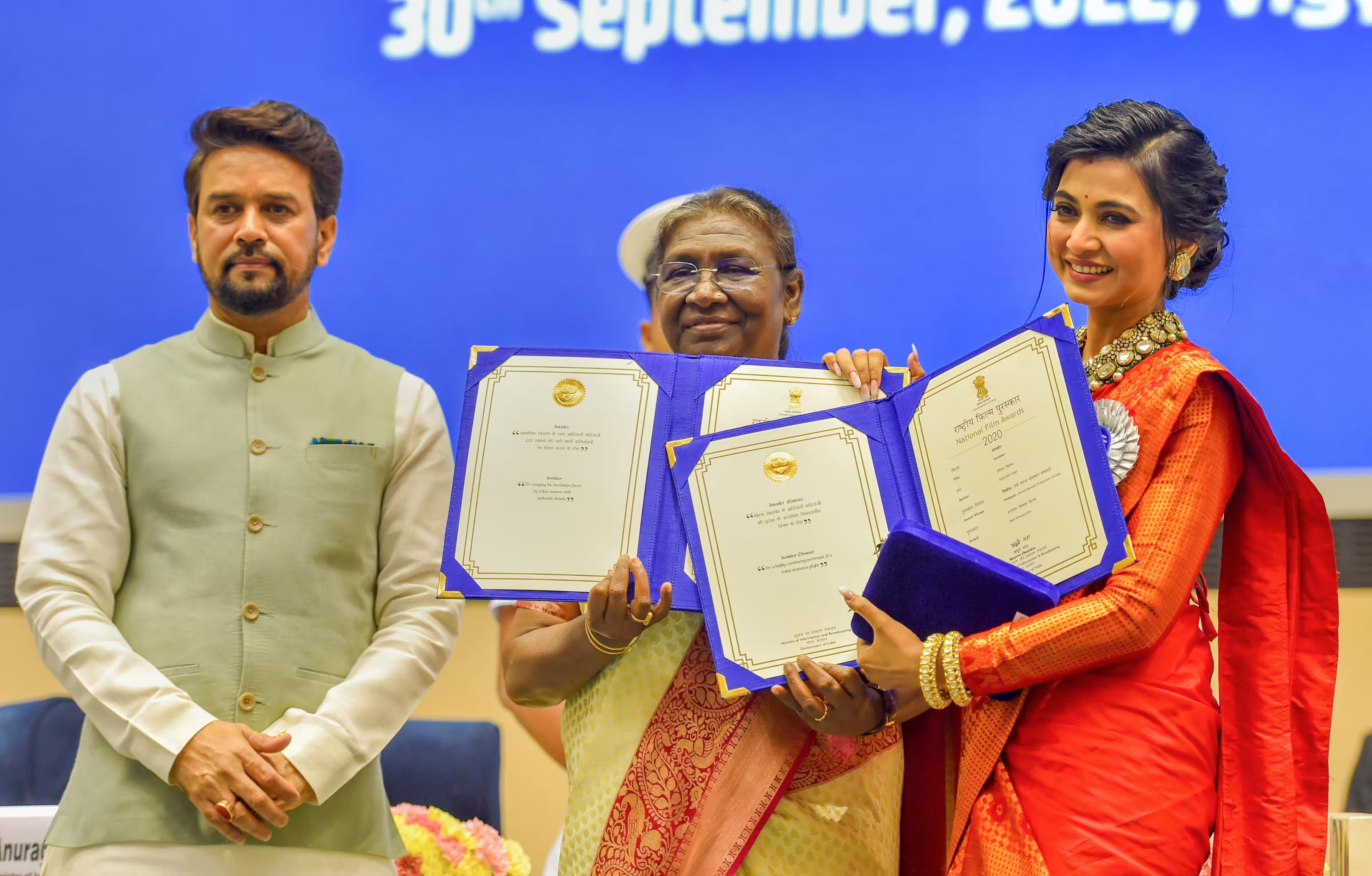
Die indische Präsidentin Draupadi Murmu (Mitte) überreicht den Preis für den besten Dimassa Film der Filmemacherin Aimee Baruah aus Assam (2022)

Die National Film Awards (oft auch kurz National Awards genannt) sind die prestigeträchtigsten Filmpreise Indiens. Die Auszeichnungen, bestehend aus einer Medaille und einem Geldpreis, werden jährlich auf einer Festveranstaltung des indischen Präsidenten verliehen. Sie sind die nationale Ehrung für den gesamtindischen Film, es werden aber auch Preise für die besten Filme in jeder der anerkannten Nationalsprachen verliehen.
Die National Film Awards wurden erstmals für Filme des Jahres 1953 verliehen, um indische Kunst und Kultur auf nationaler Ebene zu fördern. Die erste Preisverleihung fand 1954 statt. Sie stellen seitdem einen Gegenpol zu den populären Filmfare Awards des Hindi-Films dar.
Auszeichnungen gibt es in den Sparten Spielfilm und Dokumentarfilm. Zwei getrennt Jurys – ursprünglich vom Ministerium für Information und Rundfunk und der Films Division, seit 1973 vom Directorate of Film Festivals eingesetzt – küren die jeweiligen Gewinner. Die Preise werden von der indischen Regierung und dem Direktorium der Filmfestivals in Indien gestiftet. Über 100 Filme aus dem gesamten Land qualifizieren sich bei Erfüllung bestimmter Kriterien jährlich für die Beurteilung durch eine der Jurys.

## Geschichte
Die National Film Awards wurde auf Empfehlung des Film Enquiry Committee unter der Leitung von S. K. Patil 1954 eingeführt und zeichnen Filme des Vorjahres aus. Sie trugen zunächst den Namen State Film Awards, seit 1966 werden sie unter dem jetzigen Namen vergeben.
Bei der ersten Preisverleihung wurden drei Preise vergeben: je eine „President’s Gold Medal“ für den besten Spielfilm und den besten Dokumentarfilm sowie eine „President’s Silver Medal“ für den besten Kinderfilm. Bereits im zweiten Verleihungsjahr 1955 wurden separate Preis für Filme in den Regionalsprachen eingeführt. Eigene Preise für Künstler und Techniker gibt es seit 1968. Ein Preis für das Lebenswerk verdienter indischer Filmschaffenden wurde 1969 gestiftet und nach dem Filmpionier Dadasaheb Phalke benannt. 1980 wurde erstmals ein Preis für das beste Buch über Film vergeben, inzwischen wurde die Sektion der Schriften zum Film auch auf einen Preis für den besten Filmkritiker erweitert.

## Einzelpreise

### Preise für Spielfilme

#### Golden Lotus Award (Gold Medal)
Offizieller Name: Swarna Kamal
- Bester Film
- Indira Gandhi Award
- Bester Unterhaltungsfilm
- Bester Kinderfilm
- Bester Animationsfilm
- Beste Regie

#### Silver Lotus Award (Silver Medal)
Offizieller Name: Rajat Kamal
- Zweitbester Film
- Nargis Dutt Award
- Bester Film über Familienwerte
- Bester Film über Sozialthemen
- Bester Film über Umweltschutz

Beste Künstler und Techniker: 
- Bester Hauptdarsteller
- Beste Hauptdarstellerin
- Bester Nebendarsteller
- Beste Nebendarstellerin
- Bester Kinderdarsteller
- Bester Playbacksänger
- Beste Playbacksängerin
- Beste Kamera
- Bestes Drehbuch
- Beste Tongestaltung
- Bester Schnitt
- Beste Ausstattung
- Bestes Kostümdesign
- Bestes Make-up
- Beste Musik
- Bester Liedtext
- Spezialpreis der Jury
- Beste Spezialeffekte
- Beste Choreografie

Bester Film in den anerkannten Nationalsprachen nach Anhang VIII der indischen Verfassung:
- Bester Film in Assamesisch
- Bester Film in Bengalisch
- Bester Film in Hindi
- Bester Film in Kannada
- Bester Film in Malayalam
- Bester Film in Marathi
- Bester Film in Oriya
- Bester Film in Panjabi
- Bester Film in Tamilisch
- Bester Film in Telugu

- Beste Filme in Sprachen, die nicht im Anhang VIII der indischen Verfassung aufgelistet sind

### Preise für Dokumentarfilme
Swarna Kamal
- Bester Dokumentarfilm (Best Non-feature film)
- Beste Dokumentarfilmregie (Best Direction)

Rajat Kamal
- Best First Non-feature film of a Director
- Best Anthropological/Ethnographic Film
- Best Biographical/Historical Reconstruction/compilation film
- Best Arts/Cultural film
- Best Scientific Film (including method and process of science, contribution of Scientists etc.)/Environment Conservation/Preservation Film (including awareness)
- Best Promotional film (to cover tourism, exports, crafts, industry etc.)
- Best Agriculture film (to include subject related to and allied to agriculture like animal husbandry, dairying etc.)
- Best film on Social issues (such as prohibition, women and child welfare and dowry, drug abuse, welfare of the handicapped etc.)
- Best Educational/Motivational/Instructional Film
- Best Exploration/Adventure film (to include sports)
- Best Investigative Film
- Best Animation Film
- Special Jury Award
- Short Fiction Film
- Best Film on Family Values
- Best Cinematography
- Best Audiography
- Best Editing
- Best Music Direction
- Best Narration/Voice Over

### Preise für Sonstiges
- Dadasaheb Phalke Award

Best Writing on Cinema
- Best Book on Cinema
- Best Film Critic